# Anilios pinguis
Anilios pinguis — вид змій родини сліпунів (Typhlopidae). Ендемік Австралії.

## Поширення і екологія
Anilios pinguis мешкають на південному заході Західної Австралії. Вони живуть в рідколіссях та лісах Джарра. Живляться яйцями, личинками та лялечками мурах.